# Körting Hannover
Körting Hannover AG (autrefois Frères Körting AG) est une société de construction d'appareils sise à Hanovre. À la fin du XIXe siècle et au début du XXe siècle, elle a joué un rôle prépondérant en Allemagne et en Europe en développant des pompes à jet et en particulier des éjecteurs à vapeur. Aujourd'hui encore Körting produit des pompes à vide, des brûleurs industriels et des appareils de technologie thermique et chimique.

## Histoire
La société Gebrüder Körting (Frères Körting en français) a été créée le 1er novembre 1871 par les frères Berthold et Ernst Körting à Hanovre. Ils louèrent un petit bureau et un espace dans une arrière-cour situé au no 13 de la Joachimstraße, à proximité de la gare centrale de Hanovre. Berthold prit principalement en charge la gestion commerciale alors qu'Ernst était responsable de la direction technique. Les frères commencèrent avec succès en développant et brevetant un des premiers injecteurs opérationnels. Au début, seulement deux personnes travaillaient pour la société.
En raison du nombre croissant de commandes l'entreprise loua en 1872 une unité de production dans la rue Celler à l'est de la ville. Cette usine se composait de deux petits bâtiments avec une machine à vapeur de 12 ch. L'entreprise comptait alors 41 employés et produisait des injecteurs et des trompes à eau. En 1874 la petite usine livrait déjà 2 000 appareils.
L'entreprise crût rapidement et fonda en l'espace de quelques années des bureaux commerciaux en Allemagne et dans les pays européens voisins (Londres, Paris, Milan, Gênes, Barcelone, Wrocław, Paris, Saint-Pétersbourg, Vienne) et même à Philadelphie. La première succursale étrangère vit le jour à Manchester sous le nom de "Körthing Brothers". La succursale américaine fut établie en 1874. En 1880 20 employés et 170 ouvriers travaillaient pour l'entreprise. La gamme de produits fut enrichie avec des chauffages centraux, des moteurs diesel, essence ou à gaz ainsi que des pompes pour lances à incendie. En 1910, Körting construisit la première turbine à gaz Holzwarth.
En 1889 une nouvelle usine plus grande et doté d'une grande fonderie et de sa propre centrale électrique fut construite à Linden, désormais rattaché à la ville de Hanovre, où se trouve le siège social. À proximité immédiate de l'usine, une cité ouvrière (surnommée "Körtingsdorf", le village de Körting) avec sa propre école vit le jour à partir de 1890 pour les salariés de la société.
En 1904, la famille Fusch entra au capital de l'entreprise par le mariage de Irma Körting avec Gustav Fusch. Aujourd'hui la société Körting est toujours détenue par les familles Körting/Fusch.
Pendant la Première Guerre mondiale, Körting produisit entre autres des détonateurs de grenade et employa pour cela de nombreuses femmes. À son apogée, avant la Grande Dépression, environ 1 700 ouvriers et 400 employés travaillaient chez Körting, ce qui en faisait l'un des plus gros employeurs de la région de Hanovre.
La gamme de produits était tout au long du XXe siècle adaptée continuellement bien que le cœur de compétence (les pompes à jet, les injecteurs et les brûleurs industriels) devenait de plus en plus sophistiqué. À l'opposé les technologies concernant moteurs et turbines déclinèrent et furent finalement abandonnées.

## Galerie

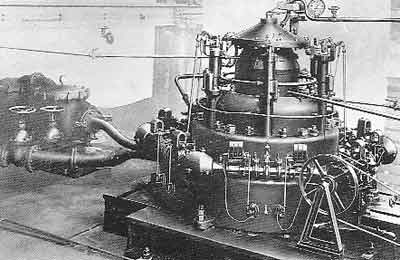
Turbine à gaz Holzwarth au banc d'essai chez Körting (1909)
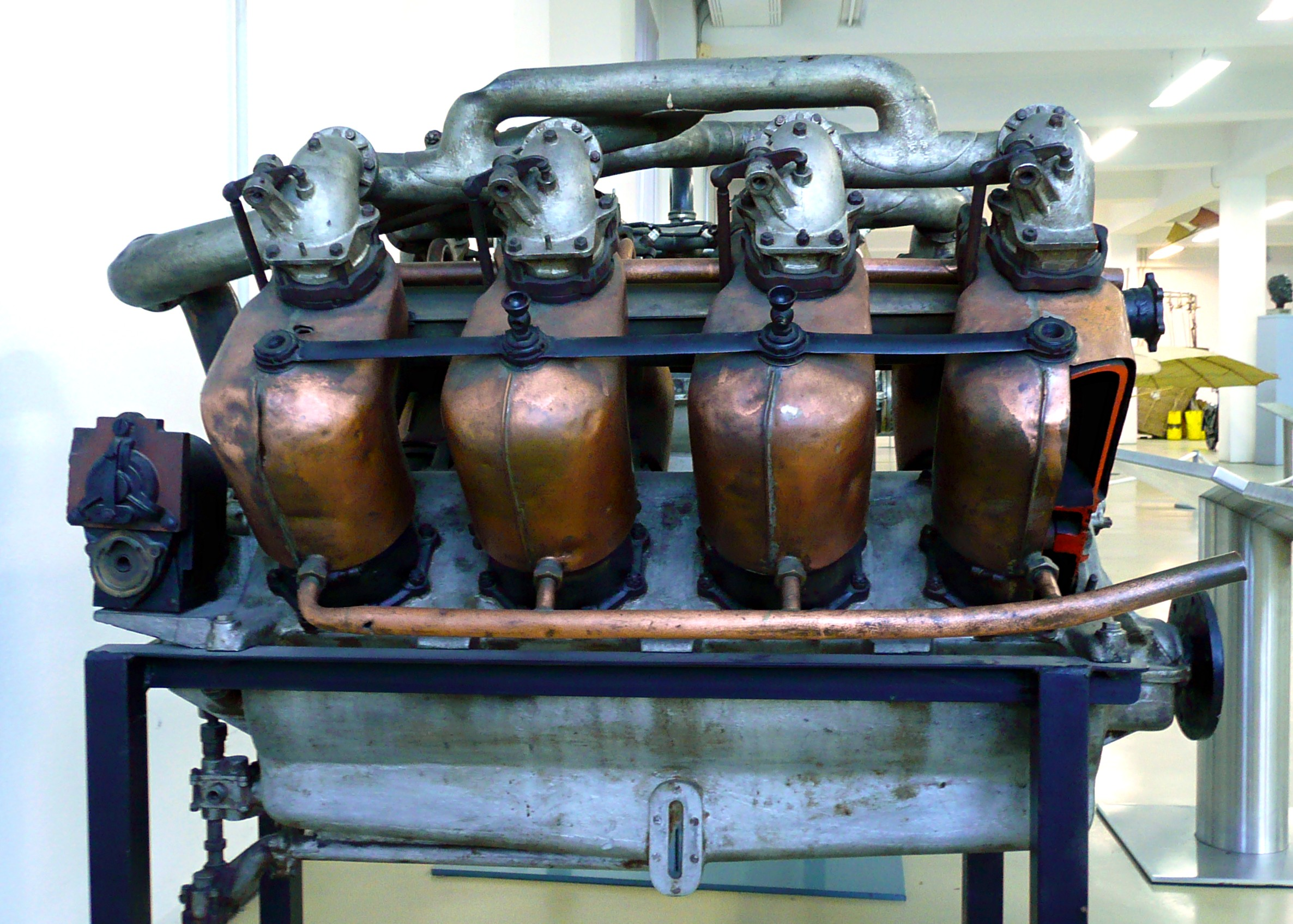
Moteur de ballon dirigeable (1908)
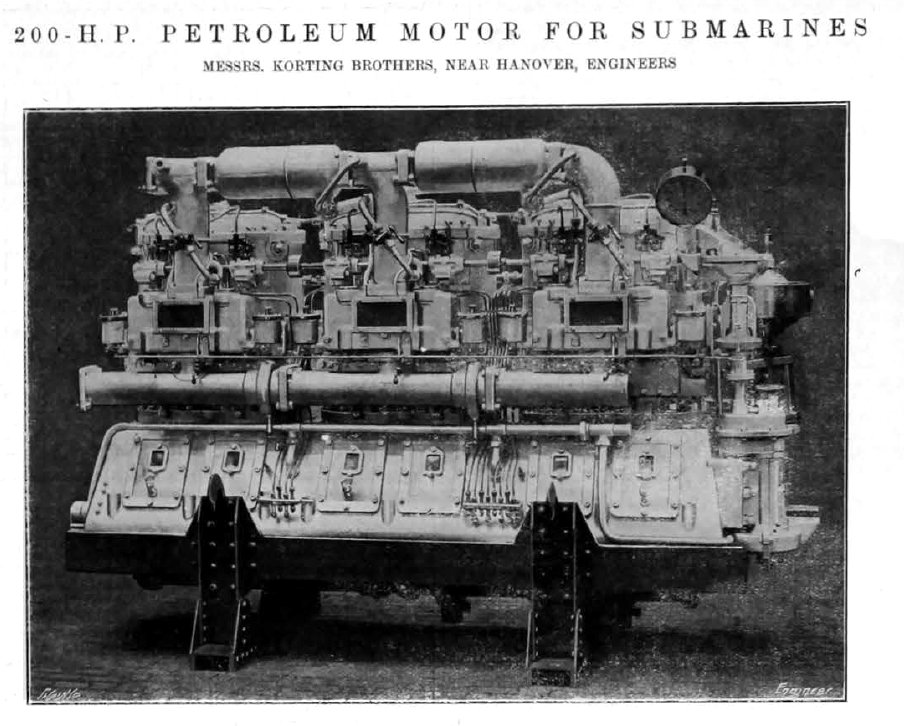
Moteur de sous-marin (1906)